# Agustín Pelletieri
Agustín Daniel Pelletieri (Buenos Aires, 17 mei 1982) is een Argentijns voetballer die bij voorkeur als middenvelder speelt. Hij verruilde in januari 2015 Chivas USA voor Tigre.

## Clubcarrière
Pelletieri begon zijn carrière bij Lanús uit Argentinië. Bij Lanús werd hij een belangrijke speler op het middenveld. In 2007 won hij met het team de Apertura van Argentinië. In 2008 werd hij verhuurd aan het Griekse AEK Athene met een optie tot koop. Die werd echter niet gelicht waardoor Pelletieri uiteindelijk terugkeerde bij Lanús. In juli van 2011 tekende hij bij Racing Club. Op 19 februari 2014 tekende hij bij het Amerikaanse Chivas USA. Daar maakte hij op 9 maart 2014 tegen Chicago Fire zijn debuut. De week daarop ontving hij een rode kaart voor een overtreding op Vancouver Whitecaps-speler Pedro Morales.